# Donatus von Zadar
Donatus von Zadar (* 2. Hälfte des 8. Jahrhunderts; † um 811 in Zadar), auch Donat von Zadar, war Bischof von Zadar.
Er wird in fränkischen Annalen von 805 als Gesandter der dalmatinischen Städte bei Karl dem Großen in Thionville erwähnt. Ihm wird der Bau der Kirche Sv. Donat in Zadar zugeschrieben, in der er auch beigesetzt wurde. 1809, nach der französischen Invasion in Zadar, wurden seine Gebeine in die Kathedrale von Zadar überführt, wo sie sich heute befinden.
Donatus wird in Kroatien als Heiliger verehrt, sein Gedenktag ist der 25. Februar.